# Le Combat ordinaire
Pour les articles homonymes, voir Le Combat ordinaire (homonymie).
 (octobre 2015).
Si vous disposez d'ouvrages ou d'articles de référence ou si vous connaissez des sites web de qualité traitant du thème abordé ici, merci de compléter l'article en donnant les références utiles à sa vérifiabilité et en les liant à la section « Notes et références ».
Le Combat ordinaire est le premier album de la série de bande dessinée Le Combat ordinaire de Manu Larcenet. L'album est publié par les éditions Dargaud en 2003. L'histoire se déroule en France, dans les années 2000 et narre la vie adulte de Marco, jeune photographe en manque d'inspiration. La bande dessinée a reçu le prix du meilleur album au festival de la bande dessinée d'Angoulême en 2004.

## Synopsis
Au début des années 2000, Marco est un jeune photographe, névrosé et suivant régulièrement un psychanalyste à Paris, à 600 km de chez lui (Chazay-d'Azergues). Alors qu'il décide d'arrêter ses séances, ce dernier le contraint à revenir le voir. Un peu dépassé, Marco rend visite à son frère appelé « Georges » tout au long de la série – à la suite d'une anecdote tirée du film Des souris et des hommes – et dont le vrai nom n'est jamais dévoilé. Il lui annonce qu'il revenait de sa dernière séance chez son psy et les deux frères passent ainsi la nuit à fumer des joints et à jouer aux jeux vidéo.
Le lendemain, Marco va voir ses parents, retraités et vivant à la campagne. Son père semble avoir des problèmes de mémoire, s'intensifiant à la suite d'attaques cardiaques et il lui explique « qu'il se rappelle parfaitement la robe que portait sa mère le jour de son mariage mais qu'il ne se souvient plus du cargo qui passe chaque matin ». Dans la cuisine, il explique à sa mère qu'il ne trouve plus l'envie de travailler et de faire des photos, renonçant à se forcer. La guerre d'Algérie est ensuite rapidement évoquée après que Marco a vu une photo de son père décoré sur un meuble.
De retour chez lui après une nuit chez ses parents, Marco retrouve son chat (Adolf) et de nombreux clichés accrochés sur ses murs. Quelque temps après les avoir toutes jetées, son employeur l'appelle pour l'avertir sur l'état de ses finances : il explique de nouveau que l'envie n'y est pas. Le soir, Marco fait sa première crise d'angoisse.
Un jour que Marco est dehors avec son chat, il fait la rencontre d'un chasseur menaçant lui demandant de quitter expressément son terrain. Accompagné d'un chien, ce dernier attaque Adolf qui s'enfuit ; en chemin, il croise un vieux monsieur tenant son chat ensanglanté. Paniqué, Marco se précipite chez la vétérinaire (Émilie) dont il tombe rapidement sous le charme, la prenant même en photo. Il explique à cette occasion d'où vient le nom de son chat : celui-ci étant agressif, il l'a nommé ainsi en référence à Adolf Hitler, dictateur sous le IIIe Reich.
Peu de temps après, chez lui, Marco reçoit de nouveau un appel de son employeur lui indiquant qu'il est désormais licencié, ne travaillant plus depuis un certain temps. Furieux, Marco part dehors dans un champ pour s’apaiser et fait de nouveau la rencontre du vieux monsieur. Le remerciant, celui-ci accepte un verre et les deux hommes parlent du travail de Marco, de sa lassitude et son amour perdu pour son travail. En rentrant chez lui, Marco s'aperçoit qu'Émilie l'attend, ayant laissé l'adresse sur le formulaire. Il la fait entrer.
6 mois plus tard, Émilie demande à Marco, les deux étant ensemble depuis cette durée, si le temps d'acheter une maison ne serait pas venu. Ce dernier semble réticent et explique que l'on peut se contenter de l'instant présent. Vexée, Émilie répond froidement. 
En 2002, quelques mois plus tard, au retour du printemps et pour la troisième fois, Marco fait la rencontre du vieil homme. C'est l'occasion pour eux d'évoquer sa situation professionnelle et lui expliquant que celui-ci aime toujours faire des images, il tente d'argumenter son goût pour la photographie. Sur le retour, il croise le chasseur qui réitère son avertissement. Avec Émilie, chez lui, le soir de l'élection présidentielle, il apprend le passage de Jean-Marie Le Pen au second tour ; dans un même temps, il reçoit la visite de Georges et de sa femme, Naïma, qui lui apprend qu'elle est enceinte. S'ensuit un débat sur la montée du FN en France.
Le lendemain, un pique-nique où sont réunis Émilie et Marco est le centre d'une violente dispute entre les deux, Émilie arguant le fait qu'il ne lui fait pas confiance et refuse de s'engager, Marco réfutant ses idées et trouvant que seul le changement apporte des ennuis, sa vie étant parfaitement bien comme cela. Furieuse, Émilie part seule et il se retrouve avec son chat et le vieil homme ayant entendu du bruit. S'installant, il engage une conversation sur l'amour et ses méandres, parlant également du contentement et « que la fuite fait peut-être partie de sa lutte ». À ces mots, Marco fait sa deuxième crise d'angoisse auquel le vieil homme remédie grâce à des médicaments présents dans le sac de pique-nique.
Se retrouvant seul pendant deux semaines, à regarder Émilie passer en ville, il apprend seul la victoire de Jacques Chirac et sort seul dans la nuit, sous l'effet de drogues. Il voit l'image d'un cargo au loin, puis à côté de lui celle de son père. Il est ensuite pris à partie par le chasseur, furieux de le voir sur son terrain. 
Marco décide le lendemain de retourner voir le vieil homme. Il le trouve en train de pêcher, aux prises avec un brochet « depuis trop longtemps » selon ses dires. Évoquant sa crise d'angoisse, Marco présente ses excuses et lui propose de le prendre en photo, ce à quoi il refuse arguant le fait que « les plus belles images sont les moins honnêtes ». À ce moment, le brochet tire la ligne et Marco court chercher dans la maison du vieil homme une épuisette. Près de celle-ci, il découvre de nombreuses photos dont celle se trouvant chez son père. Il arrivera trop tard, le brochet étant parti, « la fuite faisant partie du combat ».
Intrigué par la photo, Marco décide d'appeler ses parents. Une case permet de voir que son mur s'est de nouveau couvert de photos. Au téléphone, son père répond et l'on voit Marco se sentir de plus en plus mal à l'aise. Retournant voir le vieil homme, il lui explique avec colère qu'il a découvert sa participation à la Guerre d'Algérie et sa pratique de la torture. Mettant sa confiance en cause, le vieil homme - appelé désormais Gilbert - lui rétorque qu'il n'a jamais menti quand Marco n'avait voulu voir que ce qui l'arrangeait. Il explique cependant qu'il regrette ce passé et tente de vivre des jours paisibles désormais. N'écoutant plus, Marco part totalement furieux et désemparé. Dans la forêt, il retrouve Adolf mort, ensanglanté, une douille de fusil à côté de son corps.
À la suite de ces événements, Marco se rend en ville et annonce à Émilie qu'il souhaite acheter une maison avec elle, expliquant sobrement que « tout est mieux avec elle que sans ».

## Analyse
- Si vous ne connaissez pas le sujet, laissez ce bandeau (vous pouvez alors contacter les auteurs).
- Si vous supprimez le contenu mis en cause (vous pouvez préalablement contacter les auteurs),

argumentez précisément cette suppression dans la page de discussion
(un manque de référence n'est pas un argument ; une recherche réelle de référence doit avoir été effectuée, être formellement documentée).
Le Combat ordinaire n'est pas à classer dans un registre purement dramatique, la vie de Marco étant ponctuée d'humour ordinaire. Cependant, il convient de noter que la réflexion est primordiale dans cette bande-dessinée, celle-ci abordant de nombreux thèmes tels que l'engagement amoureux, l'amour du travail, le rejet du passé, la psychologie. On obtient ainsi un ouvrage touchant à la philosophie et invitant le lecteur à réfléchir tout au long de l'histoire. De plus, quatre planches dans des teintes sépia ponctuent la lecture où Marco, parlant à la première personne, détaille quatre situations : 
1. Son angoisse de conduire sur les autoroutes et la solution donnée par son psychanalyste ;
2. Sa relation avec ses parents, son enfance parfois difficile et son interrogation quant à ses angoisses ;
3. Ses crises d'angoisse en général, la manière dont elles arrivent sans pour autant arriver à déterminer le facteur déclenchant ;
4. Sa relation avec les femmes et son silence sur ce sujet avec son psychanalyste alors que ses relations semblent avoir été compliquées.

On remarque tout au long de l'histoire l'importance accordée par Marco à la psychanalyse, sans qu'il en fasse un réel jugement. Il extériorise à côté de cela, sa passion pour l'image mais sa répugnance à photographier des choses qu'il trouve laides, sans intérêt. De plus, les relations que peuvent entretenir deux personnes sont mises en avant, et leur changement brutal à la suite d'un événement ainsi que l'incompréhension participent à la création d'un jugement propre au lecteur.

## Réception
Après avoir reçu le Prix du meilleur album à Angoulême, le livre connaît un grand succès critique et public : la série s'est, en 2011, vendue à plus de 600 000 exemplaires. Les principales qualités reconnues au livre sont le côté touche-à-tout, posant un œil sur les petits riens de la vie et offrant en même temps au lecteur l'occasion de s'amuser tout en étant marqué par différents évènements. Trois autres tomes ont été dessinés mais Manu Larcenet a bel et bien terminé la série, expliquant qu'il ne lui restait plus rien à dire.

## Distinctions
- 2004 : Prix du meilleur album au Festival d’Angoulême pour le tome 1 du Combat ordinaire[5]
- 2005 : Prix du Jury œcuménique de la bande dessinée pour le tome 2 du Combat ordinaire, Les Quantités négligeables.
- 2006 : Prix Töpffer International  pour le tome 3 du Combat ordinaire, Ce qui est précieux.

## Adaptation
La bande-dessinée est adaptée au cinéma en 2015 par Laurent Tuel, avec Nicolas Duvauchelle.

### Documentation
- Pascal Paillardet, « Catalogue des Manutranses », BoDoï, no 61,‎ mars 2003, p. 12.